# Ayuquila
Ayuquila är en ort i Mexiko.   Den ligger i kommunen El Grullo och delstaten Jalisco, i den södra delen av landet, 500 km väster om huvudstaden Mexico City. Ayuquila ligger 895 meter över havet och antalet invånare är 862.
Terrängen runt Ayuquila är varierad. Ayuquila ligger nere i en dal. Runt Ayuquila är det ganska tätbefolkat, med 75 invånare per kvadratkilometer. Närmaste större samhälle är El Grullo, 6,8 km sydost om Ayuquila. Omgivningarna runt Ayuquila är en mosaik av jordbruksmark och naturlig växtlighet.